# Liste des médaillées aux championnats du monde de gymnastique artistique - Poutre

## Médaillées
| Édition | Lieu                                      | Or                                        | Argent                                          | Bronze                                         |
| ------- | ----------------------------------------- | ----------------------------------------- | ----------------------------------------------- | ---------------------------------------------- |
| 1903    | Anvers                                    | Pas d'épreuves féminines                  | Pas d'épreuves féminines                        | Pas d'épreuves féminines                       |
| 1905    | Bordeaux                                  | Pas d'épreuves féminines                  | Pas d'épreuves féminines                        | Pas d'épreuves féminines                       |
| 1907    | Prague                                    | Pas d'épreuves féminines                  | Pas d'épreuves féminines                        | Pas d'épreuves féminines                       |
| 1909    | Luxembourg                                | Pas d'épreuves féminines                  | Pas d'épreuves féminines                        | Pas d'épreuves féminines                       |
| 1911    | Turin                                     | Pas d'épreuves féminines                  | Pas d'épreuves féminines                        | Pas d'épreuves féminines                       |
| 1913    | Paris                                     | Pas d'épreuves féminines                  | Pas d'épreuves féminines                        | Pas d'épreuves féminines                       |
| 1922    | Ljubljana                                 | Pas d'épreuves féminines                  | Pas d'épreuves féminines                        | Pas d'épreuves féminines                       |
| 1926    | Lyon                                      | Pas d'épreuves féminines                  | Pas d'épreuves féminines                        | Pas d'épreuves féminines                       |
| 1930    | Luxembourg                                | Pas d'épreuves féminines                  | Pas d'épreuves féminines                        | Pas d'épreuves féminines                       |
| 1934    | Budapest                                  | pas de finales aux engins                 | pas de finales aux engins                       | pas de finales aux engins                      |
| 1938    | Prague                                    | pas de finales aux engins                 | pas de finales aux engins                       | pas de finales aux engins                      |
| 1942    | N'a pas eu lieu (Seconde Guerre mondiale) | N'a pas eu lieu (Seconde Guerre mondiale) | N'a pas eu lieu (Seconde Guerre mondiale)       | N'a pas eu lieu (Seconde Guerre mondiale)      |
| 1950    | Bâle                                      | Helena Rakoczy (POL)                      | Marja Nutti (ITA)                               | Licia Macchini (ITA)                           |
| 1954    | Rome                                      | Keiko Tanaka (JPN)                        | Eva Bosáková (TCH)                              | Ágnes Keleti (HUN)                             |
| 1958    | Moscou                                    | Larissa Latynina (URS)                    | Sofia Muratova (URS)                            | Keiko Tanaka (JPN)                             |
| 1962    | Prague                                    | Eva Bosáková (TCH)                        | Larissa Latynina (URS)                          | Aniko Ducza (HUN) Keiko Ikeda (JPN)            |
| 1966    | Dortmund                                  | Natalia Kutchinskaya (URS)                | Věra Čáslavská (TCH)                            | Larissa Petrik (URS)                           |
| 1970    | Ljubljana                                 | Erika Zuchold (GDR)                       | Cathy Rigby (USA)                               | Christine Schmitt (GDR) Larissa Petrik (URS)   |
| 1974    | Varna                                     | Ludmila Turicheva (URS)                   | Olga Korbut (URS)                               | Nellie Kim (URS)                               |
| 1978    | Strasbourg                                | Nadia Comăneci (ROU)                      | Elena Mukhina (URS)                             | Emilia Eberle (ROU)                            |
| 1979    | Fort Worth                                | Vera Cerna (TCH)                          | Nellie Kim (URS)                                | Regina Grabolle (GDR)                          |
| 1981    | Moscou                                    | Maxi Gnauck (GDR)                         | Chen Wenyan (CHN)                               | Wu Jiani (CHN) Tracee Talavera (USA)           |
| 1983    | Budapest                                  | Olga Mostepanova (URS)                    | Hana Ricna (TCH)                                | Lavinia Agache (ROU)                           |
| 1985    | Montréal                                  | Daniela Silivaş (ROU)                     | Ekaterina Szabo (ROU)                           | Elena Shushunova (URS)                         |
| 1987    | Rotterdam                                 | Aurelia Dobre (ROU)                       | Elena Shushunova (URS)                          | Ekaterina Szabo (ROU)                          |
| 1989    | Stuttgart                                 | Daniela Silivaş (ROU)                     | Olesia Dudnik (URS)                             | Gabriela Potorac (ROU)                         |
| 1991    | Indianapolis                              | Svetlana Boguinskaya (URS)                | Tatiana Gutsu (URS)                             | Lavinia Miloşovici (ROU) Elizabeth Okino (USA) |
| 1992    | Paris                                     | Kim Zmeskal (USA)                         | Li Yifang (CHN) Maria Neculiţă (ROU)            | -                                              |
| 1993    | Birmingham                                | Lavinia Miloşovici (ROU)                  | Dominique Dawes (USA)                           | Gina Gogean (ROU)                              |
| 1994    | Brisbane                                  | Shannon Miller (USA)                      | Lilia Podkopayeva (UKR)                         | Oxana Fabrichnova (RUS)                        |
| 1995    | Sabae                                     | Mo Huilan (CHN)                           | Lilia Podkopayeva (UKR) Dominique Moceanu (USA) | -                                              |
| 1996    | San Juan                                  | Dina Kochetkova (RUS)                     | Alexandra Marinescu (ROU)                       | Liu Xuan (CHN) Dominique Dawes (USA)           |
| 1997    | Lausanne                                  | Gina Gogean (ROU)                         | Svetlana Khorkina (RUS)                         | Kui Yuan-Yuan (CHN)                            |
| 1999    | Tianjin                                   | Ling Jie (CHN)                            | Andreea Răducan (ROU)                           | Olga Roshupkina (UKR)                          |
| 2001    | Gand                                      | Andreea Răducan (ROU)                     | Ludmila Ejova (RUS)                             | Sun Xiaojiao (CHN)                             |
| 2002    | Debrecen                                  | Ashley Postell (USA)                      | Oana Mihaela Ban (ROU)                          | Irina Yarotska (UKR)                           |
| 2003    | Anaheim                                   | Fan Ye (CHN)                              | Cătălina Ponor (ROU)                            | Ludmila Ezhova (RUS)                           |
| 2005    | Melbourne                                 | Anastasia Liukin (USA)                    | Chellsie Memmel (USA)                           | Cătălina Ponor (ROU)                           |
| 2006    | Aarhus                                    | Iryna Krasnianska (UKR)                   | Sandra Izbaşa (ROU)                             | Elyse Hopfner-Hibbs (CAN)                      |
| 2007    | Stuttgart                                 | Anastasia Liukin (USA)                    | Steliana Nistor (ROU) Li Shanshan (CHN)         | -                                              |
| 2009    | Londres                                   | Deng Linlin (CHN)                         | Lauren Mitchell (AUS)                           | Ivana Hong (USA)                               |
| 2010    | Rotterdam                                 | Ana Porgras (ROU)                         | Rebecca Bross (USA)                             |                                                |
| 2010    | Rotterdam                                 | Ana Porgras (ROU)                         | Deng Linlin (CHN)                               |                                                |
| 2011    | Tokyo                                     | Sui Lu (CHN)                              | Yao Jinnan (CHN)                                | Jordyn Wieber (USA)                            |
| 2013    | Anvers                                    | Aliya Mustafina (RUS)                     | Kyla Ross (USA)                                 | Simone Biles (USA)                             |
| 2014    | Nanning                                   | Simone Biles (USA)                        | Bai Yawen (CHN)                                 | Aliya Mustafina (RUS)                          |
| 2015    | Glasgow                                   | Simone Biles (USA)                        | Sanne Wevers (NED)                              | Pauline Schäfer (GER)                          |
| 2017    | Montréal                                  | Pauline Schäfer (GER)                     | Morgan Hurd (USA)                               | Tabea Alt (GER)                                |
| 2018    | Doha                                      | Liu Tingting (CHN)                        | Anne-Marie Padurariu (CAN)                      | Simone Biles (USA)                             |
| 2019    | Stuttgart                                 | Simone Biles (USA)                        | Liu Tingting (CHN)                              | Li Shijia (CHN)                                |
| 2021    | Kitakyūshū                                | Urara Ashikawa (JPN)                      | Pauline Schäfer-Betz (GER)                      | Mai Murakami (JPN)                             |
| 2022    | Liverpool                                 | Hazuki Watanabe (JPN)                     | Ellie Black (CAN)                               | Shoko Miyata (JPN)                             |
| 2023    | Anvers                                    | Simone Biles (USA)                        | Zhou Yaqin (CHN)                                | Rebeca Andrade (BRA)                           |

## Tableau des médailles
mis à jour après les championnats du monde de 2023.
| Rang  | Nation          | Or | Argent | Bronze | Total |
| ----- | --------------- | -- | ------ | ------ | ----- |
| 1     | États-Unis      | 9  | 7      | 7      | 23    |
| 2     | Roumanie        | 8  | 8      | 7      | 23    |
| 3     | Russie          | 7  | 10     | 8      | 25    |
| 4     | Chine           | 6  | 8      | 5      | 19    |
| 5     | Tchécoslovaquie | 3  | 3      | -      | 6     |
| 6     | Allemagne       | 3  | 1      | 4      | 8     |
| 7     | Japon           | 3  | -      | 4      | 7     |
| 8     | Ukraine         | 1  | 2      | 2      | 5     |
| 9     | Pologne         | 1  | -      | -      | 1     |
| 10    | Canada          | -  | 2      | 1      | 3     |
| 11    | Italie          | -  | 1      | 1      | 2     |
| 12    | Pays-Bas        | -  | 1      | -      | 1     |
| 12    | Australie       | -  | 1      | -      | 1     |
| 14    | Hongrie         | -  | -      | 2      | 2     |
| 15    | Brésil          | -  | -      | 1      | 1     |
| TOTAL | TOTAL           | 41 | 44     | 42     | 127   |